# Druillat
Druillat település Franciaországban, Ain megyében. Lakosainak száma 1144 fő (2022. január 1.). Druillat Dompierre-sur-Veyle, Neuville-sur-Ain, Pont-d’Ain, Saint-Martin-du-Mont, La Tranclière, Varambon és Villette-sur-Ain községekkel határos.

## Népesség
A település népességének változása:
| Lakosok száma | 610  | 717  | 823  | 1092 | 1151 | 1149 | 1159 | 1146 | 1139 | 1144 |
|               | 1968 | 1982 | 1990 | 2006 | 2013 | 2015 | 2017 | 2019 | 2020 | 2022 |